# Tristão da Cunha (arquipélago)
Tristão da Cunha (em inglês: Tristan da Cunha) é um arquipélago localizado no sul do Oceano Atlântico. É um dos três constituintes do território ultramarino britânico de Santa Helena, Ascensão e Tristão da Cunha. O Arquipélago de Tristão da Cunha é o território habitado mais remoto do mundo, sendo que a ilha principal do arquipélago (Ilha de Tristão da Cunha) é rodeada por penhascos com mais de 600 metros de altura. Os únicos locais habitados em Tristão da Cunha são o pequeno povoado de Edimburgo dos Sete Mares, que se encontra localizado no noroeste da ilha, além da estação meteorológica da Ilha de Gonçalo Álvares (ou Ilha Gough), que abriga um contingente de apenas seis funcionários mantidos pelo governo da África do Sul. As ilhas de Tristão da Cunha e de Gonçalo Álvares ficam separadas a uma distância de 398 km entre si. Para que se possa ter uma ideia do isolamento do arquipélago, o local habitado mais próximo está localizado a 2 420 km ao norte de Tristão da Cunha, na ilha de Santa Helena. No continente, a cidade mais próxima de Tristão da Cunha é a Cidade do Cabo, na África do Sul, que fica localizada a 2 800 km ao leste. Trata-se de uma das ilhas que se situam sobre a cordilheira submarina Dorsal Mesoatlântica.

## Geografia
O nome deste  arquipélago foi atribuído ao explorador e comandante naval português Tristão da Cunha por ter sido descoberto por ele, e consiste em:
- Ilha de Tristão da Cunha
- Ilha Nightingale;
- Ilha Inacessível;
- Ilha de Gonçalo Álvares (ou Ilha Gough), a 398 km da Ilha de Tristão da Cunha;
- Ilha do Meio;
- Ilha Stoltenhoff.

A ilha principal é bastante montanhosa. A única área plana contém a vila de Edimburgo dos Sete Mares (em inglês: Edinburgh of the Seven Seas), capital e única área urbana da ilha. O ponto mais alto do arquipélago de Tristão da Cunha é o Queen Mary's Peak (conhecido localmente como The Peak), que também é o ponto mais alto de toda a região do Atlântico Sul. O Queen Mary's Peak possui uma altitude de 2 062 m, sendo que a parte mais alta da montanha fica coberta pela neve durante o Inverno. Tristão da Cunha é um local de procriação do albatroz-errante (Diomedea exulans).

## População
A população de 251 cidadãos da ilha de Tristão da Cunha partilha de apenas nove sobrenomes (Collins, Glass, Green, Hagan, Lavarello, Repetto, Rogers, Squibb e Swain), constituindo no total 80 famílias. Fala-se inglês e as religiões praticadas são a anglicana e a católica. Existem alguns problemas de saúde devido à endogamia, incluindo asma e glaucoma, consequência do casamento inevitável entre casais com grau de parentesco próximo, como por exemplo casamentos entre primos em segundo grau, causando um cada vez mais restrito recurso genético.
O arquipélago não possui aeroporto, possuindo apenas um pequeno porto pesqueiro em Edimburgo dos Sete Mares.

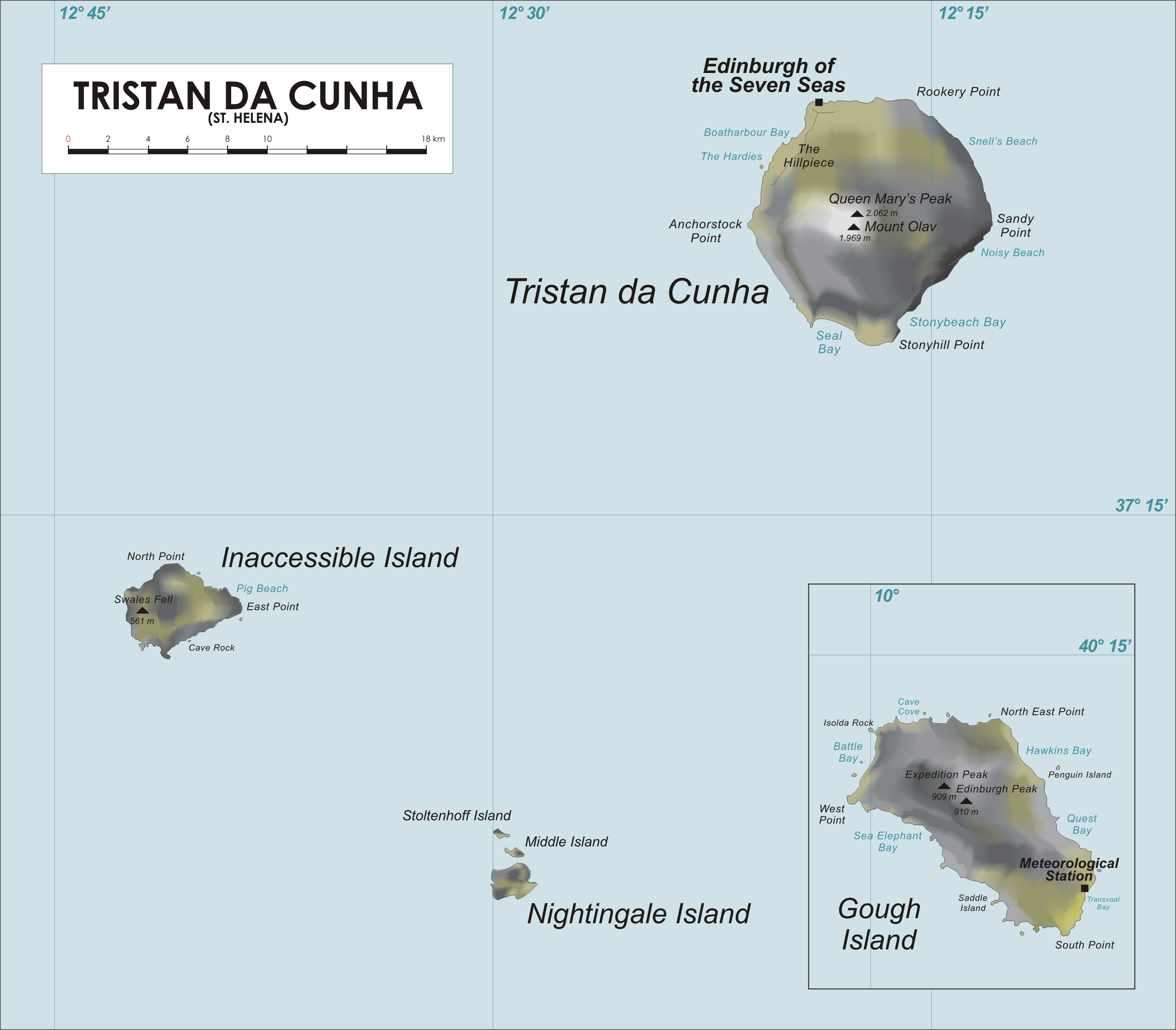
Mapa de Tristão da Cunha

Não há nenhuma emissora ou retransmissora de televisão na ilha de Tristão da Cunha, existindo apenas um único serviço de recepção via-satélite das Forças Armadas do Reino Unido (BFBS TV), com acesso a seis canais (BBC One, BBC Two, ITV, Channel 4, Sky News e BFBS Extra), tendo passado recentemente para cobertura digital. Além disso, também há aparelhos de videocassete que são utilizados para a exibição de filmes, apesar de não haver serviços de locação de vídeos na ilha. Equipamentos de TV modernos são comuns, apesar de algumas casas ainda terem televisores CRT. Os serviços de telefonia (telefones fixos, celulares e internet) são providos pela Cable & Wireless Worldwide através da comunicação via-satélite. Há apenas uma estação de rádio em Tristão da Cunha (Tristan Broadcasting Service) e um único jornal impresso (Tristan Times).
Em Edimburgo dos Sete Mares existem uma escola, um hospital, um posto dos correios, um museu, um café, um bar (pub), uma piscina e um clube de futebol, Tristan da Cunha FC.
Depois dos 16 anos, aqueles que desejam prosseguir os estudos podem ir fazê-lo no Reino Unido.
Até a data de 2003, não era permitido o estabelecimento de estrangeiros no arquipélago.
A maior fonte de rendimentos externos do arquipélago de Tristão da Cunha é a venda de selos para coleção. Por esta razão, TA e TAA têm uma reserva excepcional ao abrigo do ISO 3166-1 a pedido da UPU (União Postal Universal) para representar Tristão da Cunha. Outra fonte de rendimento é a pesca de lagosta para exportação para o Japão e Estados Unidos.

## História de Tristão da Cunha
O arquipélago foi descoberto em 1506 pelo navegador português Tristão da Cunha, que deu o seu nome à ilha, mas que não pôde atracar devido aos penhascos de mais de 600 metros de altura. Tristão da Cunha foi mais tarde anglicizado para Tristan da Cunha, nome oficial da ilha em todas as línguas, excetuando-se o português.
A primeira volta ao arquipélago foi feita pela fragata francesa L'Heure du Berger em 1767. Pesquisas inglesas foram depois feitas na ilha principal e uma primeira cartografia foi desenhada. A presença de água numa grande cascata de Big Watron e num lago no norte da ilha foi notada, e os resultados foram publicados por um hidrógrafo da Marinha Real Britânica em 1781.
O primeiro colono permanente foi Jonathan Lambert, de Salem, Massachusetts, que chegou às ilhas em 1810. Declarou-as suas propriedade e renomeou as Ilhas do Refresco (Refreshment). A sua soberania foi curta, pois morreu num acidente marítimo em 1812. Contudo, a grande riqueza que conseguiu com a venda de óleo de leão-marinho a navios de passagem está, supostamente, ainda escondida em algum lugar da ilha de Tristão da Cunha.
Em 1815 os britânicos formalmente anexaram as ilhas, sobretudo como medida para assegurar que os franceses não as pudessem usar como base para uma operação de resgate para libertar Napoleão Bonaparte da sua prisão em Santa Helena.
No Verão e Outono de 1961 erupções vulcânicas provocaram a saída de todos habitantes, e só em 1963 a ilha principal voltou a ser habitada.

Até hoje, os habitantes de Tristão da Cunha continuam membros orgulhosos da Commonwealth, tendo em 2005 a ilha recebido um código postal inglês (TDCU 1ZZ).

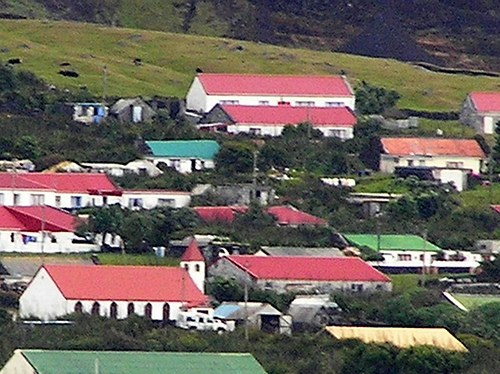
O povoado de Edimburgo dos Sete Mares é considerado como o local habitado mais isolado do mundo.

Não existe aeroporto nem aeródromo, fazendo com que Tristão da Cunha "rivalize" com as Ilhas Pitcairn o título de local habitado mais remoto da Terra.
A ilha deu o nome ao albatroz-de-tristão, que entretanto já se extinguiu no arquipélago, existindo apenas na ilha de Gonçalo Álvares.

## Economia
A economia de Tristão da Cunha baseia-se na tradicional agricultura de subsistência e pesca para fornecer aos ilhéus sua própria alimentação. Lucros estrangeiros valiosos vêm dos royalties da indústria comercial da pesca de rastejamento (ou lagosta de Tristão) e da venda de selos e moedas, especialmente para filatelistas e colecionadores em todo o mundo. A receita limitada do turismo inclui o fornecimento de hospedagem, guias e venda de artesanato e lembranças aos visitantes e por correspondência. É a renda proveniente de receitas externas que permite a Tristão administrar os serviços do governo, especialmente saúde e educação. A renda da década de 2000 é menor do que a de vinte anos atrás.

## Galeria

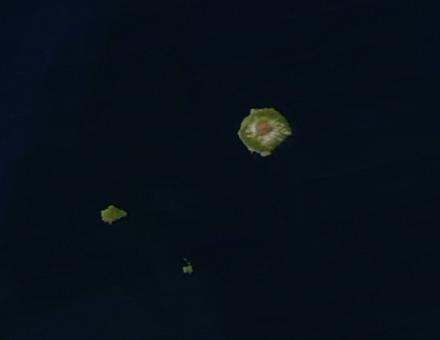
Imagem de satélite do arquipélago de Tristão da Cunha.
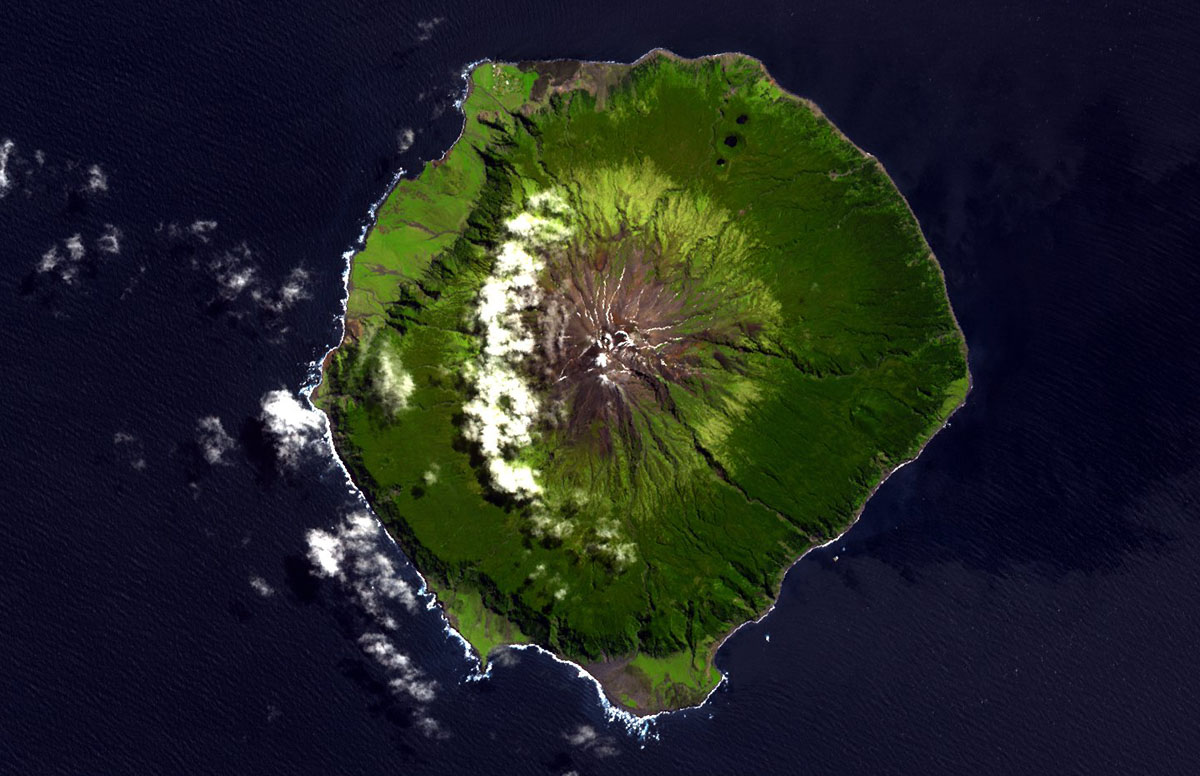
Imagem de satélite da ilha de Tristão da Cunha.
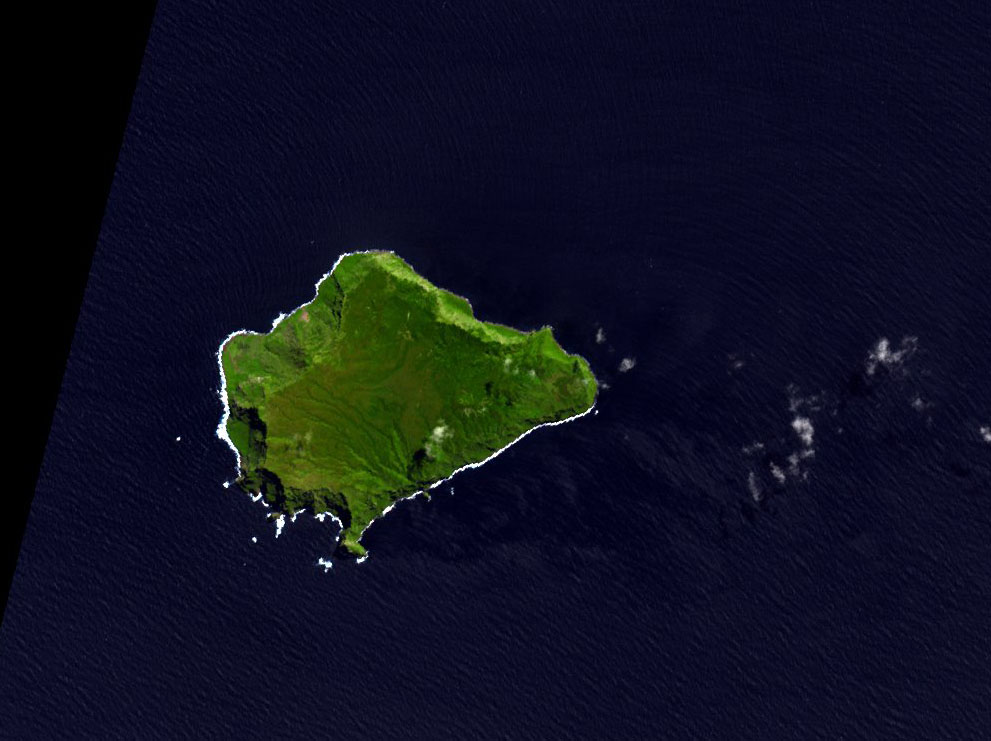
Imagem de satélite da ilha Inacessível.
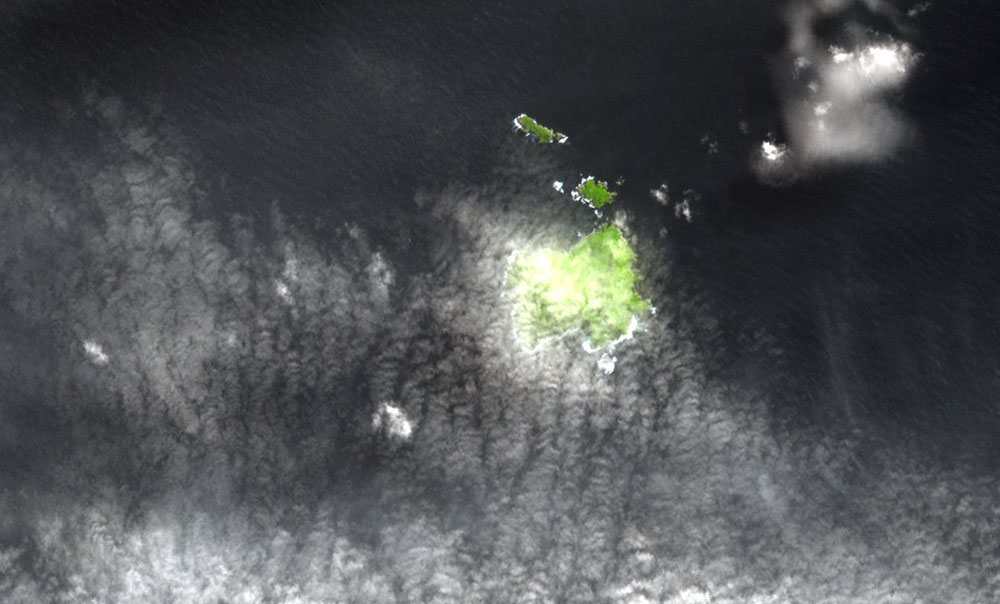
Imagem de satélite das ilhas Nightingale
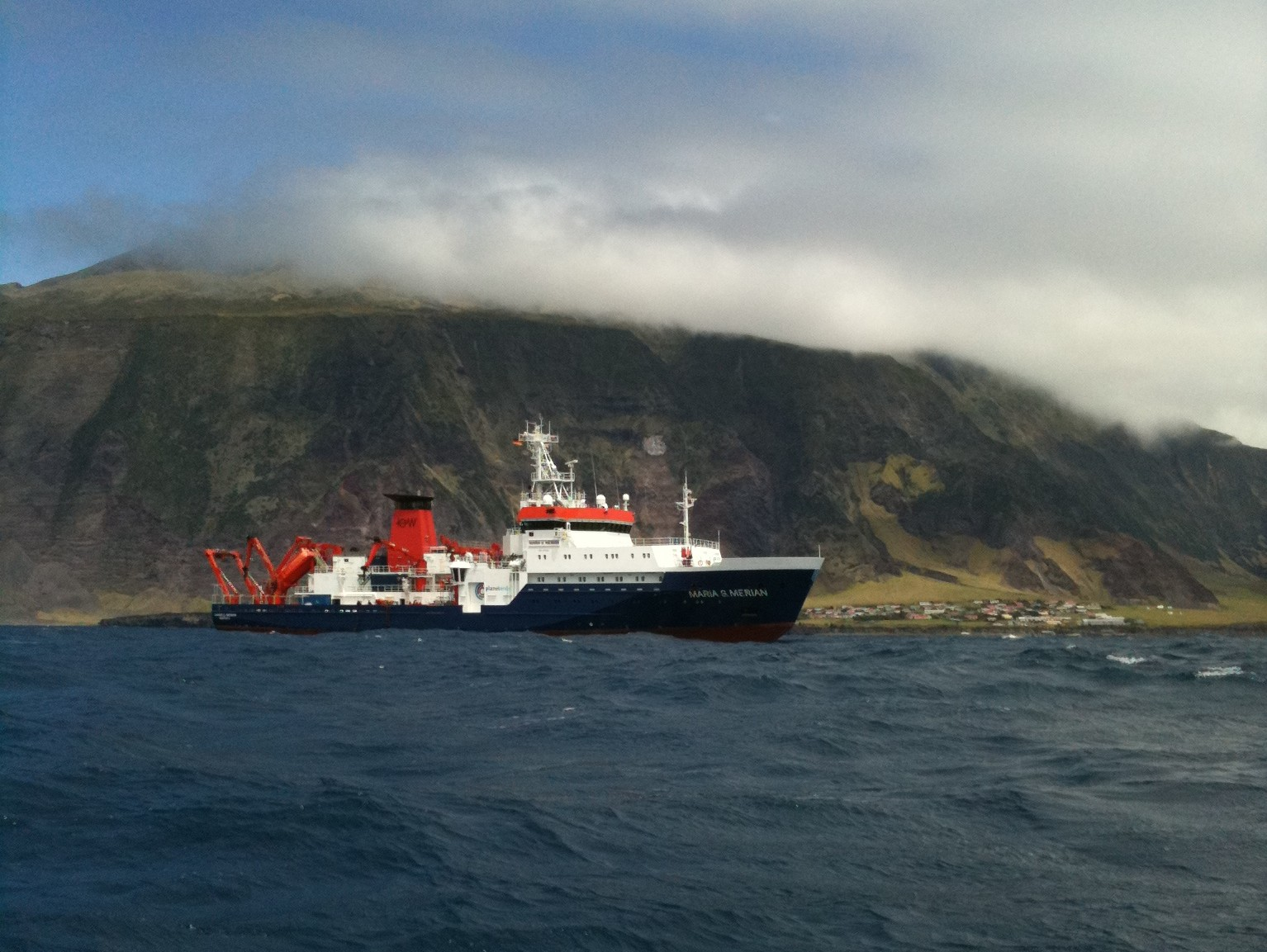
O navio alemão Maria S. Merian em Tristão da Cunha. Ao fundo pode ser visto o Queen Mary's Peak e à direita do navio está o povoado de Edimburgo dos Sete Mares.
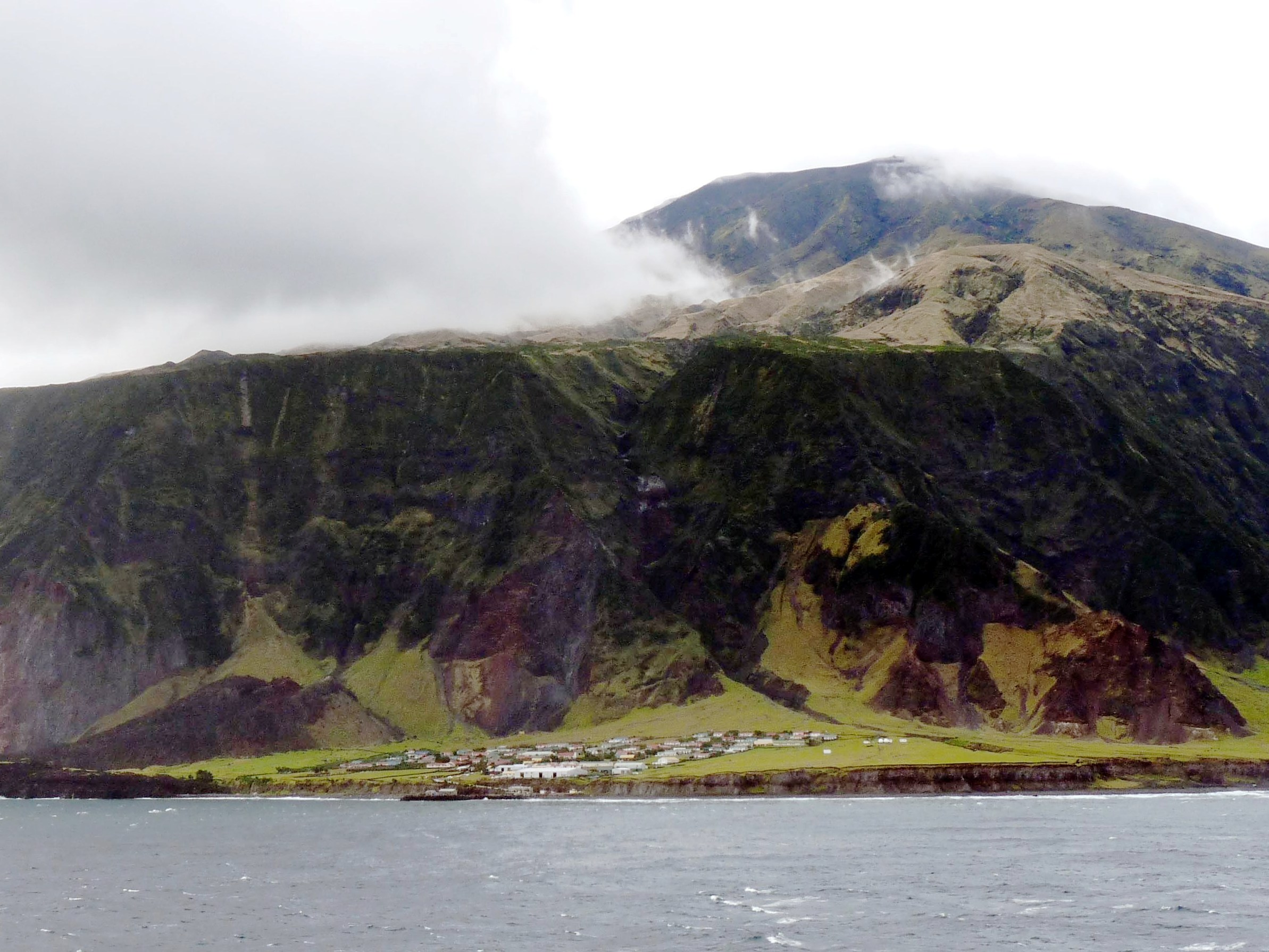
Vista de Tristão da Cunha com o povoado de Edimburgo dos Sete Mares (abaixo) e o Queen Mary's Peak.
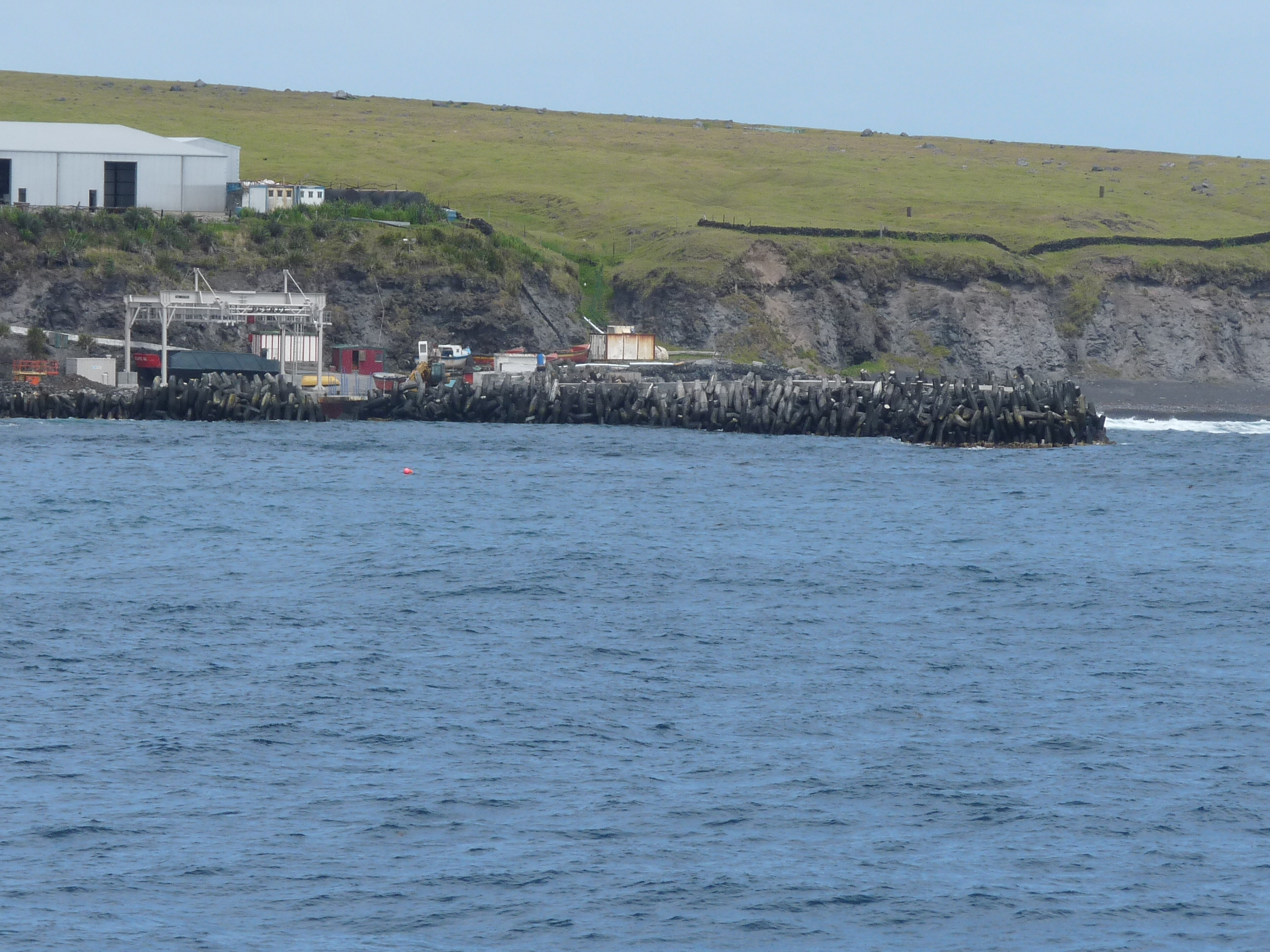
Vista do ancoradouro de Edimburgo dos Sete Mares.
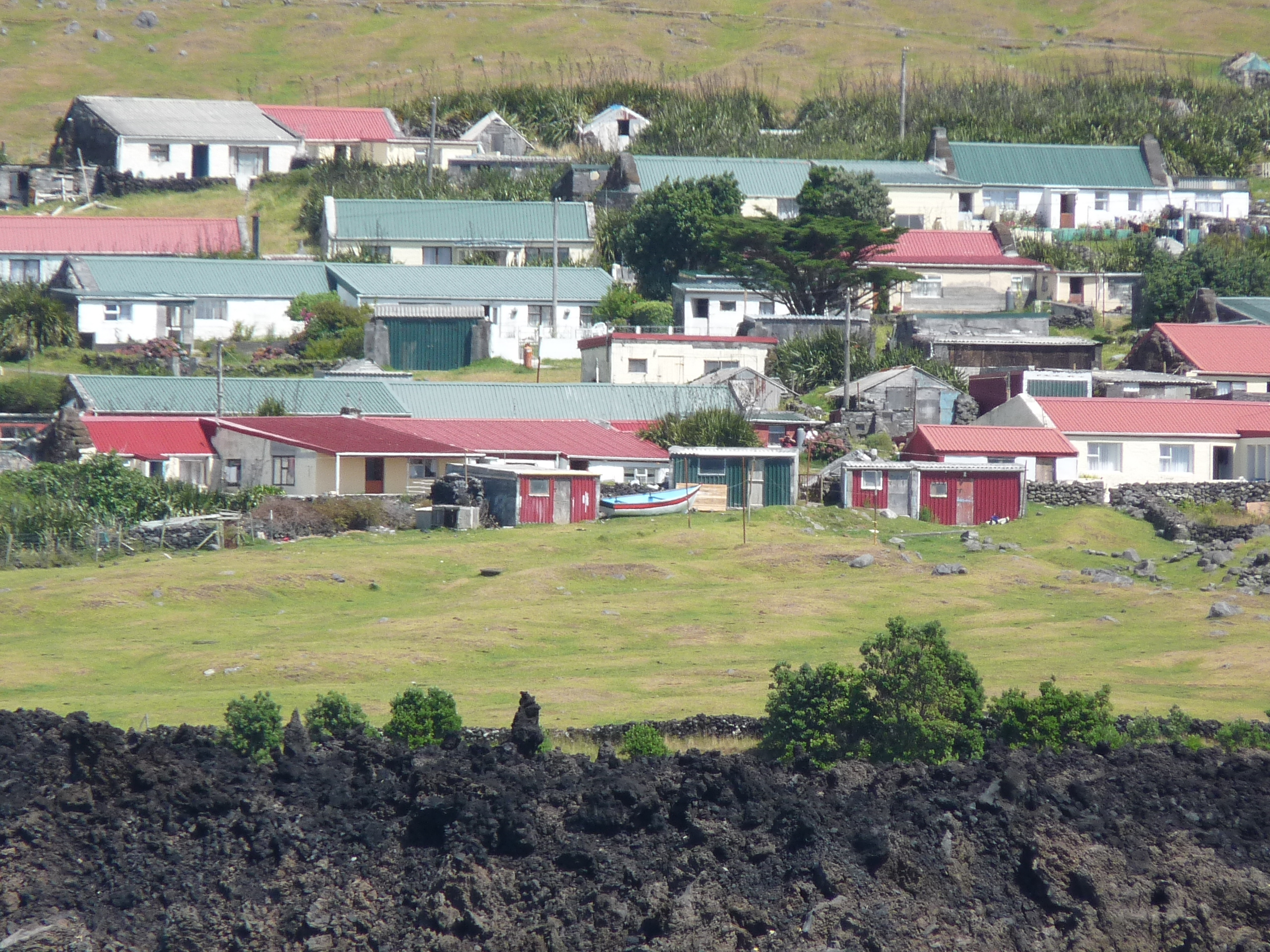
Vista de Edimburgo dos Sete Mares
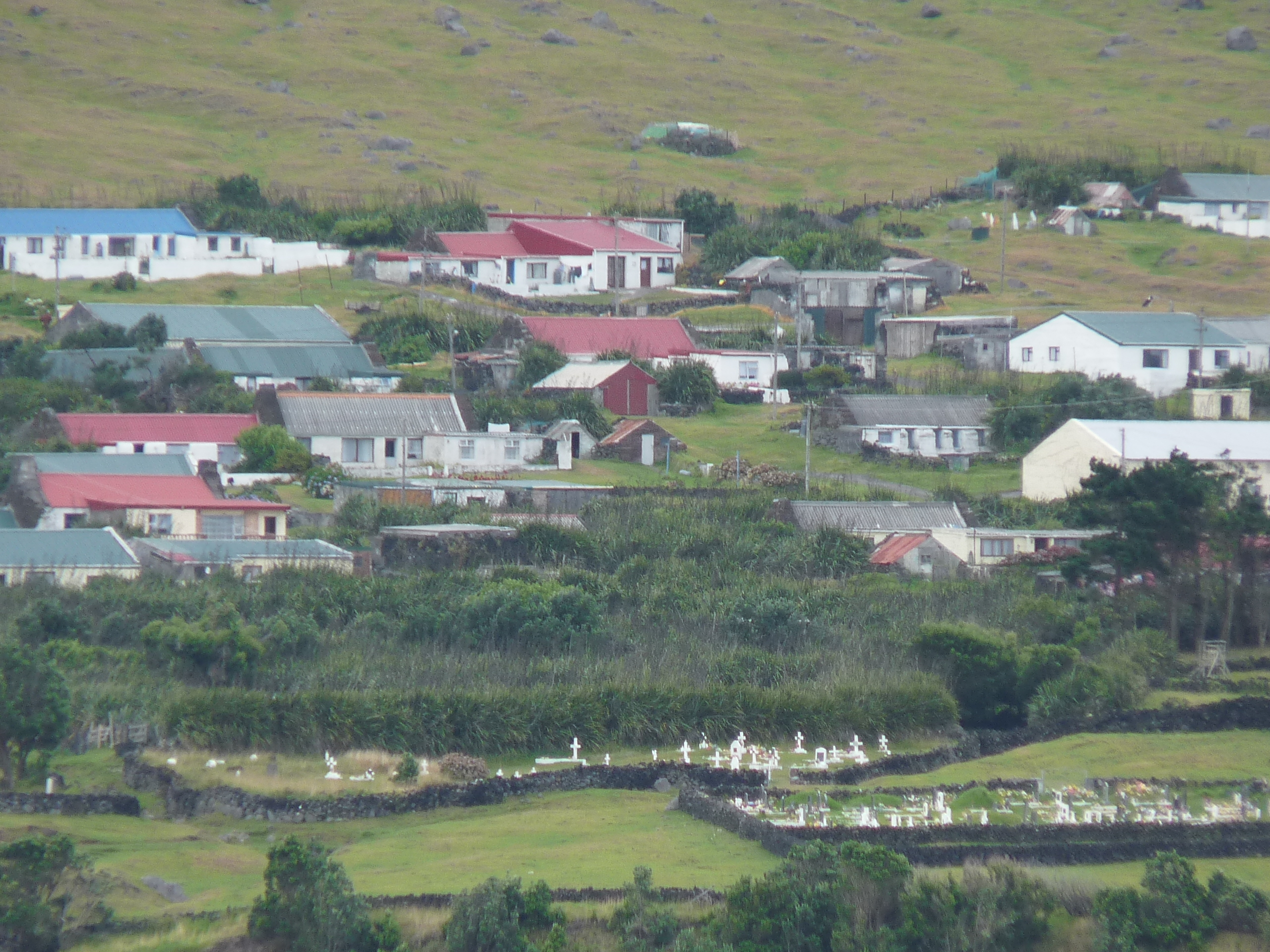
Vista de Edimburgo dos Sete Mares
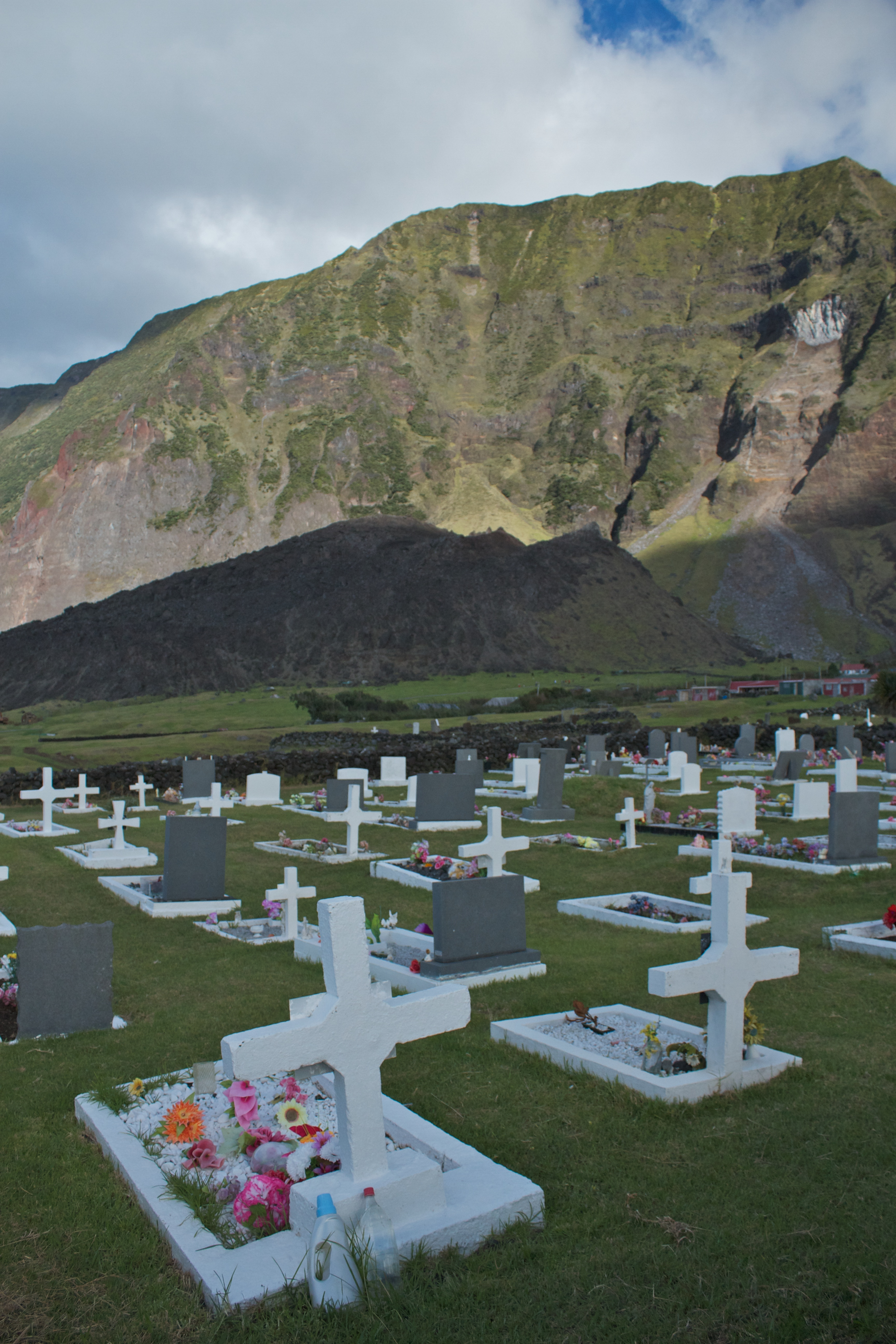
O cemitério da ilha de Tristão da Cunha
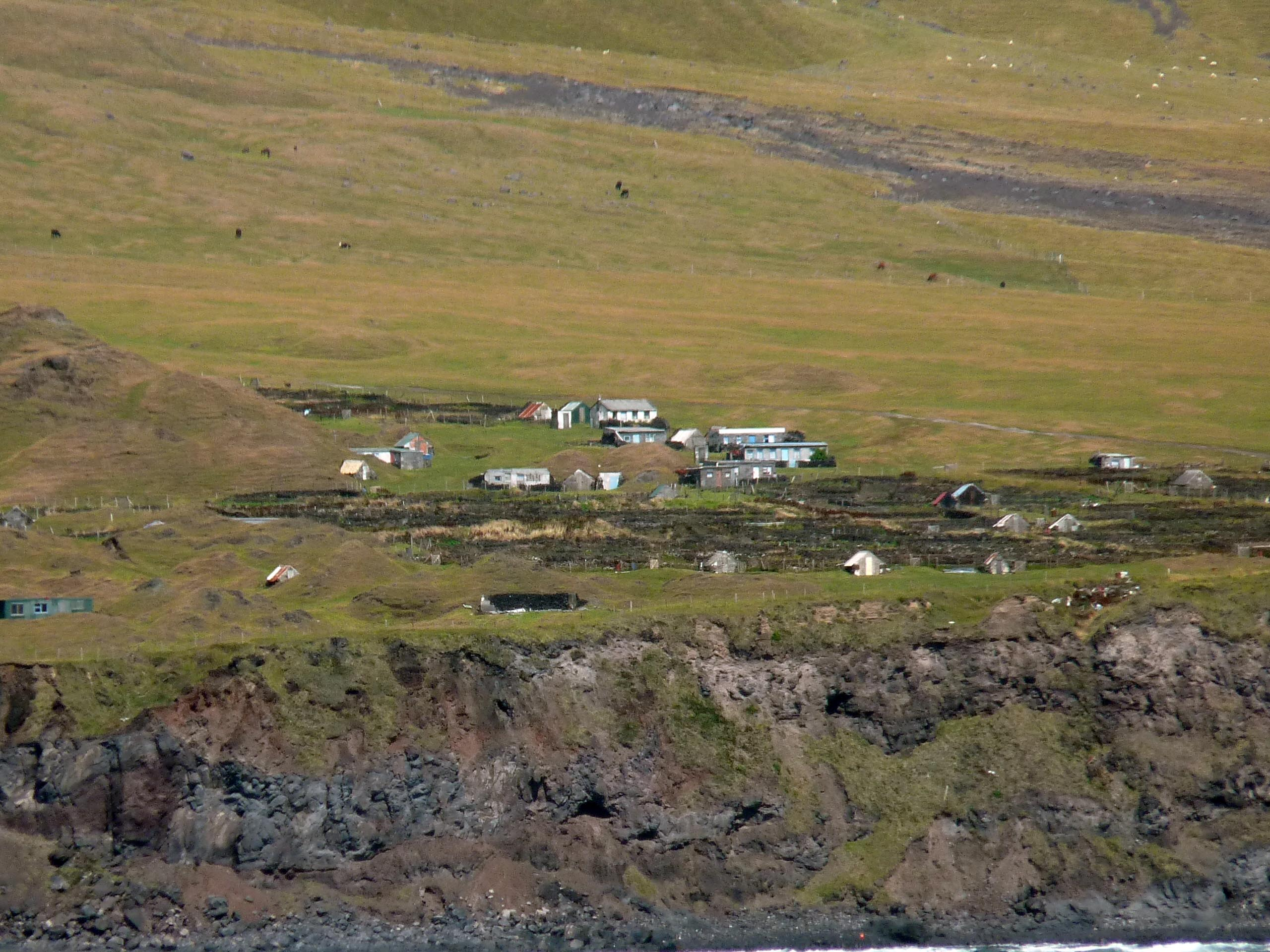
As potato patches
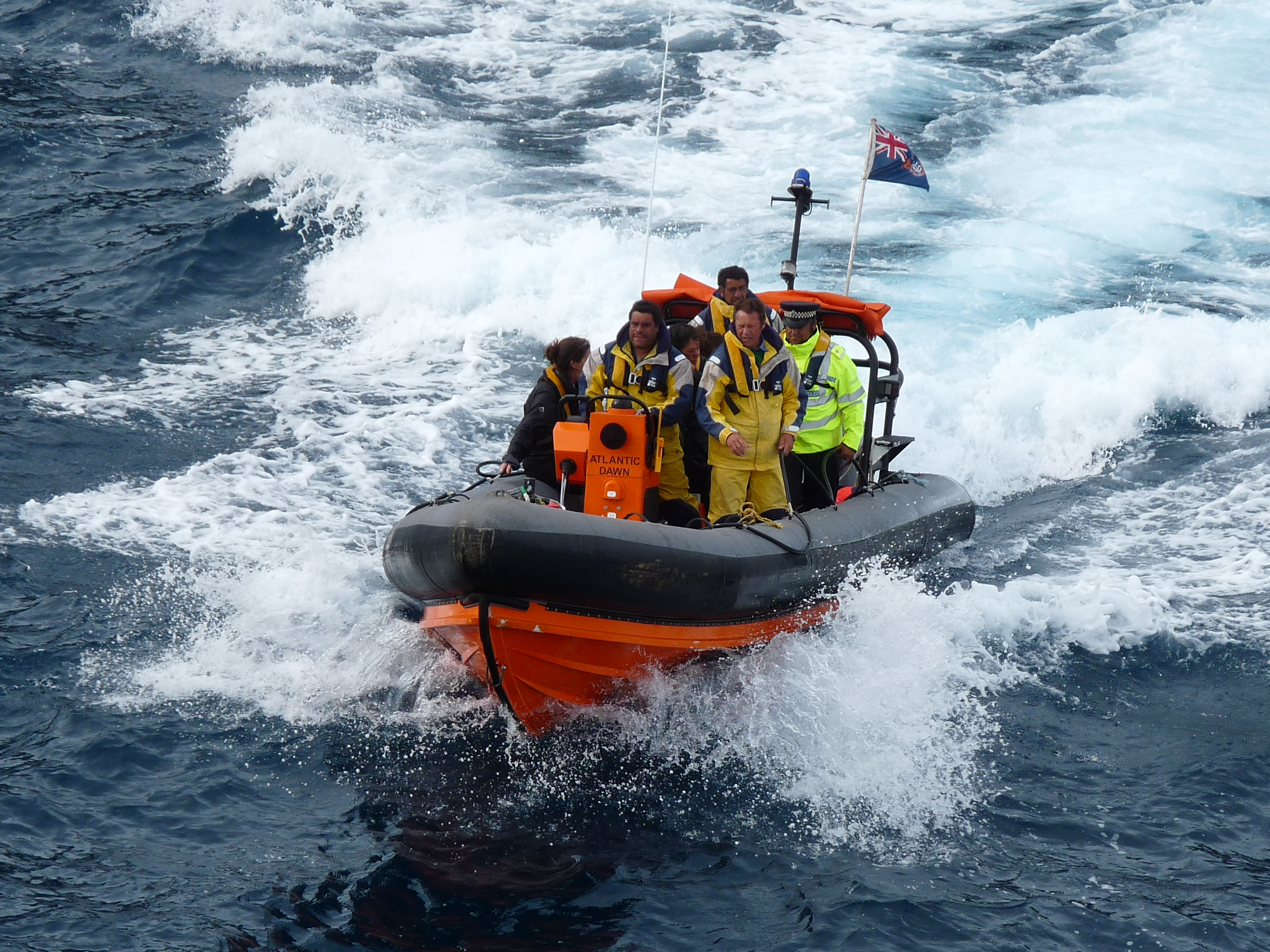
Turistas desembarcando no ancoradouro de Edimburgo dos Sete Mares.
Dados populacionais de Edimburgo dos Sete Mares de 1821 a 1923.